# 生贄

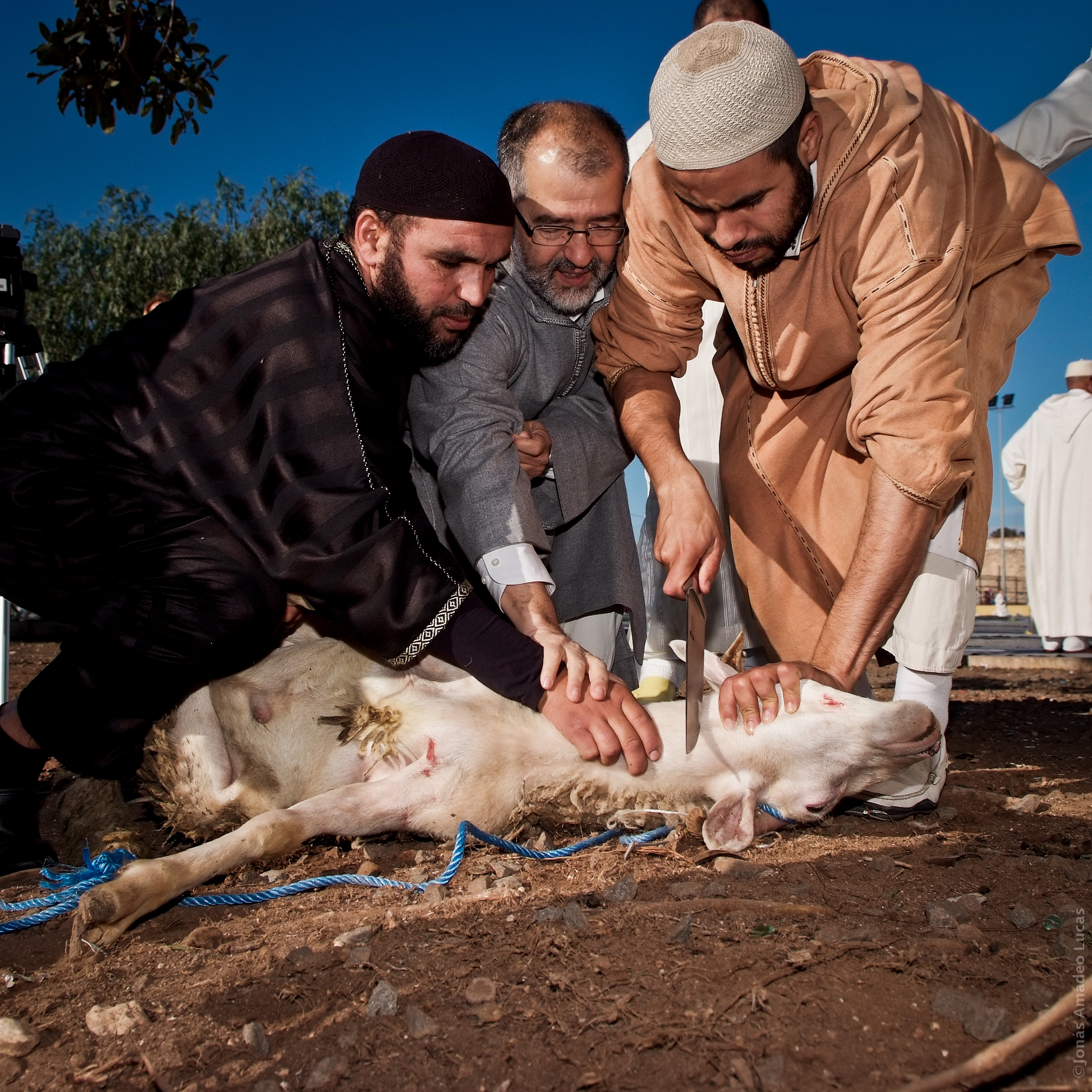
イスラム教の儀式、イード・アル＝アドハー

生贄（いけにえ、犠（旧字体：犧）、生け贄とも）は、神への供物として生きた動物を供えること、またその動物のことである。供えた後に殺すもの、殺してすぐに供えるもののほか、そもそも殺さずに神域（神社）内で飼う場合もある。
『旧約聖書』『レビ記』にある贖罪の日に捧げられるヤギは、「スケープゴート」の語源となった。
生贄を備える儀式を供犠（くぎ）と言い、動物だけでなく、人間を生贄として供える慣習もかつてはあり、これは特に「人身御供」と呼ぶ。

## 日本

### 過去の事例
日本では 、『日本書紀』皇極天皇元年（642年）に牛馬を生贄にしたと言う記録があり、6世紀末 - 7世紀頃の遺跡からは考古学的資料として牛の頭骨が出土する事がある（道教呪術儀礼の影響による）。これは雨乞い儀式の一環であり、農耕にとって重要かつ貴重な労働力（存在）たる牛馬を殺し、それを神に奉げる事によって雨を降らそうとしたものである（河伯信仰ともかかわってくる）。
日本神話では、ヤマタノオロチの生贄として女神であるクシナダヒメが奉げられようとしたが、スサノオがオロチを退治して生贄を阻止した話が有名。一説に、生贄行事を廃止させたことを物語に（神話化）したともされる。女性が荒ぶる神を鎮めるために身を奉げた神話としては、ヤマトタケルの妻であるオトタチバナヒメの話もある（これも水神に関わる）。
律令時代では、生贄の馬だけでなく、木製・土製の馬形細工も祭祀に用いられ、現在でも見られる絵馬と共に出土する。福島県いわき市の荒田目条理（あっためじょうり）遺跡からは、木製・土製の馬形細工と共に、馬の下顎の骨、そして「赤毛牝（めす）馬」と書かれた木簡と絵馬が出土しており、馬骨の一部しか出土していないが、生贄にされた馬の毛色や性別などの詳細な情報も分かっている。
『続日本紀』延暦6年（787年）11月5日条には、生贄の獣肉を焼き、天帝を祭る「燔祀（はんし）」の儀礼を行ったことが記述されている。一方で、延暦10年（791年）9月16日条では、「伊勢、尾張、近江、美濃、若狭、越前、紀伊などの国々の人民が、牛を殺して漢（あや）神に奉げ祀ることを禁止した」とあり、国家的祭祀としての生贄（中国式儀礼の燔祀）を行う一方で、民間の労力たる牛を殺める生贄は禁じている。
水神以外にも馬は生贄として奉げられた。古代、交易のために渡来した人達が疫神をもたらすと捉えられたため、中央に迎える前に、疫神を鎮め清める焚火と馬などを生贄にする儀礼が行われた。そのため、古代の貿易拠点からは馬骨が出土する。石川県羽咋市の寺家祭祀遺跡は、9世紀頃に交流が盛んだった渤海人を迎えるために、ここで疫神に馬を奉げたと考えられており、焚火跡（焼土跡）と馬骨が出土している。
具体的な伝承例として、宇都宮の二荒山神社に源義家が前九年の役（1062年）後に生贄と兵器を奉献したとされる（11世紀中頃、中世期の生贄の一例で、戦勝参り）。
兵庫県赤穂市の堂山遺跡の塩田跡からは、鎌倉時代の馬一頭分の骨が出土しており、近くから漆器椀なども出土していることから、生贄の馬を奉げた祭りの痕跡と考えられている。
南方熊楠の「山神オコゼ魚を好むと云うこと」であるように、神に贄として魚を捧げることがあった。神が二つ目あるものより一つ目のものを好むことから、また神に捧げる魚と通常の魚を区別するために魚の片方の目を傷つけ、「片目の魚」として神に捧げることがある。
『吾妻鑑』建暦2年（1212年）8月19日条には、守護・地頭に対して、鷹狩禁断令が出されたが、「信濃国諏訪大明神の御贄（ごにえ）の鷹においては免ぜられる」と記してあり、武家法で鷹狩が禁止されても、神に奉げる贄においては特例として使用を認めている。
旧三月酉の日、合計75頭の鹿の頭部を諏訪神社の信仰圏の村々が献じる。また、この地方では好猟を期待して、鹿の頭を氏神に捧げ、願いが叶うと鹿頭の角に注連縄を張るという。
菟足神社の風祭では神前で猪を殺す神事があった。しかし、その猪はいつの頃か雀に変わった。これに対し加藤玄智は、佛教史学第一編第10号 60頁-63頁（高木敏雄「日本神話伝説の研究」岡書院　大正14年（1925年）5月20日496頁にて引用）で、「柳田君（柳田國男）も擧げられ居るのでありますが、三河の菟足神社の風祭に昔は女子を犠牲にして居ったのでありますが、後之を猪及び鹿若しくは雀の犠牲を以って之に代えたと伝えて居る如きは明らかに人身供犠に代えるに動物を以てした一例であると思う」と記している。この点、高木敏雄は加藤玄智とは考えを異にしており、人身御供は動物や金銭では代替できないとしている。

## 海外
高木敏雄の「日本神話伝説の研究」512頁によれば、最狭義の人身供犠は、古代メキシコで行われていた、という。これは神と人間の結合を強固にするために行われ、殺された人間の肉が分配（カンニバラ/カニバリズム）されたとしても、食物として身体を養うために食われるのではなく、宗教的思想から来るものである、と記述している。
『太平記』巻第二十六「上杉畠山高家を讒（ざん）する事」において、海外の生贄についての記述があり、「異国には会盟とて、隣国の王互いに国の堺に出合いて、羊を殺してその血をすすり、天神地祇に誓いて法を定め、約を堅くして、交りを結ぶ事あり」とあり、国境沿いにおける生贄儀式と共に国交を結ぶ習慣が紹介されている。後代の『土佐物語』巻第六「安芸･岡豊義絶の事」永禄12年（1569年）4月初めにおいても、「古典の法を考うるに、戦国の時、隣国の諸侯、国の境に出でて、牲（いけにえ）を備え、葦毛馬の血をすすり、会盟をなすと言えり。互いに領分の境に出でて誓約をなさんと言わばさもあらんか」と大陸の風習を例に説明をしている。

### 騎馬民族
動物を生贄として墓に入れる習慣（動物供儀・動物殉葬）は、匈奴や鮮卑の騎馬民族の墓にしばしばみられる。騎馬民族は、例外なく馬の飼育・繁殖に投資していた。強力な騎兵力を有することは、騎馬民族の生存を保障する重要なバックボーンだからである。1987年に山西省大同市の南およそ3キロ、紅旗村より七里村一帯で多数の北魏墓が発見され、翌年調査された。現地は御河と十里河の合流地点に位置するが、低い台地上に墓が密集し、発掘された北魏墓は167基に達する。調査された167基のうち75基、44.6%の墓から牛、羊、馬、犬などの動物骨が出土し、41基は棺の前に置かれた方形や図形の漆案上から動物骨が出土している。別の17基は墓室内に壁竈を設け、そこに生贄を置いていた。墓道に生贄をならべた例も少なくない。当時の平城には多様な民族が居住していたが、大同市南郊北魏墓群から出土した人骨は、形質学的に漢人とは異なり、鮮卑をふくむ胡族の墓地とみられる。

### ペルー
1400年代、現在のペルー海岸線付近で繁栄していたチムー王国（チムー文化）の遺跡からは、一度に140人以上の子供と大量のリャマを生贄に用いた大規模な儀式の跡が発掘されており、国家的規模の天災が発生していたことが示唆されている。

### ネパール
インドの国境付近の町、バリヤプールでは5年おきにヒンドゥー教の女神ガディマイを称えるガディマイ祭りが行われる。この祭りでは、水牛やヤギ、ハトなどが生贄として捧げられるもので、2009年には約30万頭、2014年には約20万頭の動物が祭りの会場で刀などを使って殺された。残酷な殺害方法を動物愛護団体などが強く批判したこともあり、2015年にはヒンドゥー寺院側が禁止令を出したほか、2016年にはネパール最高裁判所も生贄をやめさせるよう命じたが、数世紀にわたって続いた習わしは容易に終わるものではなく、2019年11月に行われた祭りでも生贄を大量に殺す光景は繰り返された。

### ギリシア神話
アンドロメダーが海の神への生贄となる。

### ロシア
叙事詩ブィリーナの主人公サドコが海の神をなだめる人柱になる。

## 人身御供と人柱
人身御供と人柱の区別に関しては、高木敏雄の「日本神話伝説の研究」529頁、小笠好恵の「東海道の伝説」41頁-42頁にて書かれている。高木敏雄は人身御供と人柱の違いについていくつかの点をあげている。第一に、人柱は神の食物として捧げるのではない。第二に、年々の恒例として神を祭るための目的でもない。第三に、祭祀の儀式が必ずしも必要ではない。この三点である。
人身御供伝説については、八岐大蛇伝説をはじめ、美作国中山の人身御供、生贄が淵、見付天神、坂戸明神、風祭の人身御供などがある。
人柱伝説については南方熊楠や布施千造等が著書にて書き記している。

## 関連資料
- 山田仁史「供犠と供犠論：動物殺しの言説史」シンジルト／奥野克巳（編）『動物殺しの民族誌』249−291頁、京都：昭和堂、2016年